# Stagione di college football 1902
La Stagione di college football 1902 fu la trentaquattresima stagione di college football negli Stati Uniti.
La stagione riporta l'esordio di 60 scuole statunitensi, ed un incremento esponenziale delle gare giocate che sfondano di gran lunga il tetto delle 400.

## Eventi principali
Michigan chiuse nuovamente la stagione imbattuta 11-0, vincendo la Western Conference, e fu considerata campione nazionale da Helms, Houlgate, Billingsley Report e National Championship Foundation bissando il titolo dell'anno prima.
Altre due scuole chiusero la stagione senza subire sconfitte: Nebraska terminò con un record di 10-0 sconfiggendo Minnesota e Northwestern provenienti dalla Western Conference, oltre a Missouri, Kansas e Colorado; Yale e terminò 11-0-1 fermada sul pareggio 6-6 da Army a West Point, venendo nominata anch'essa retroattivamente campione nazionale  da Parke H. Davis. 

## Conference e vincitori
| Conference                                    | Scuola                       | Conf. V-S-P | Totale V-S-P |
| --------------------------------------------- | ---------------------------- | ----------- | ------------ |
| Colorado Football Association                 | Colorado                     | 3 - 0       | 5 - 1        |
| Maine Intercollegiate Athletic Association    | Maine                        | 3 - 1       | 7 - 1        |
| Michigan Intercollegiate Athletic Association | Alma                         | 7 - 0       | 7 - 1        |
| Southern Intercollegiate Athletic Association | Clemson                      | 5 - 0       | 6 - 1        |
| Western Conference                            | Michigan                     | 5 - 0       | 11 - 0       |
| Ohio Athletic Conference                      | Case Institute of Technology | 5 - 0       | 6 - 3        |

## Campioni nazionali
| 1902 | Michigan | 11–0   | Fielding H. Yost | BR, HAF, HS, NCF, PD |
| 1902 | Yale     | 11–0–1 | Joseph R. Swan   | PD                   |